# Mila 23
Mila 23 falu Tulcea megyében, Dobrudzsában, Romániában. A Duna-deltában található, 53 km-re Tulcsától, Crișan községhez tartozik. Csak vízi úton közelíthető meg, az Ó-Duna (a Sulina-ág egy leágazása) jobb partján fekszik. A lakói többségükben lipován halászok.

## Leírása
3 km hosszú és maximum 200 m széles. Óvodával, nyolcosztályos iskolával és művelődési otthonnal rendelkezik. Aranyszájú Szent Jánosnak szentelt temploma 1983-ban épült. Az 1970-es és 1974-es árvizek után védőgátat húztak fel.

## Története
A 20. század elején csak 2-3 házból állt, 12 lakossal, akik halászattal foglalkoztak. 2011-ben 457 lakosa volt.
A falu neve a mila mértékegységből jön, tengeri mérföld, ebben mérik a távolságot a Duna Sulina-ágán a Fekete-tengerbe való beömlési pontig, Sulináig. Mila 23 jelentése: 23 tengeri mérföldre a Fekete-tengertől.

## Itt születtek
- Vicol Calabiciov román világbajnok kenus
- Lavrente Calinov (1936–2018) román kenus, világbajnoki ezüstérmes
- Atanasie Sciotnic (1942–2017) olimpiai ezüstérmes román kajakozó
- Serghei Covaliov (1944–2011) román kenus, olimpiai és világbajnok
- Ivan Patzaichin (1949–2021) román kenus, olimpiai és világbajnok
- Maria Popescu-Nichiforov (1951) román kajakos
- Agafia Constantin-Buhaev (1955) román kajakos, olimpiai bajnok

## Fordítás
Ez a szócikk részben vagy egészben  a   Mila 23, Tulcea című román Wikipédia-szócikk ezen változatának fordításán alapul.  Az eredeti cikk szerkesztőit annak laptörténete sorolja fel. Ez a jelzés csupán a megfogalmazás eredetét és a szerzői jogokat jelzi, nem szolgál a cikkben szereplő információk forrásmegjelöléseként.